# Columbiadamm
Der Columbiadamm führt durch die Berliner Ortsteile Tempelhof, Kreuzberg und Neukölln. Er verläuft vom Platz der Luftbrücke bis zur Fontanestraße an der Nordseite des ehemaligen Flughafens Tempelhof und der Südseite des Volksparks Hasenheide entlang.

## Namensgebung
Ihren Namen hat die Straße nach dem Flugzeug Miss Columbia, mit dem Clarence D. Chamberlin im Juni 1927 bei einem Flug von New York nach Mansfeld bei Eisleben einen Langstreckenrekord einstellte. Die Straße, die seit 1898 Prinz-August-von-Württemberg-Straße und in einem Teilabschnitt auch von vor 1901 bis um 1919 Kirchhofstraße und dann Friedhofstraße hieß, wurde 1929 zunächst in Columbiastraße umbenannt. Ihren heutigen Namen bekam sie 1950.

## Zeit des Nationalsozialismus
Zur Zeit des Nationalsozialismus eröffnete die Gestapo im Jahr 1933 im Columbiahaus ein Gefangenenlager, bekannt als KZ Columbia beziehungsweise KZ Columbia-Haus. Seit 1994 erinnert ein Mahnmal am Columbiadamm Ecke Golßener Straße daran.

## Bauten
- Volkspark Hasenheide
- Kaserne des Garde-Kürassier-Regiments und des Königin Augusta Garde-Grenadier-Regiments Nr. 4 (heute Polizeidirektion 5)
- Flughafen Tempelhof
- Şehitlik-Moschee am Türkischen Friedhof
- Columbiahalle